# Christina Zerbe
Christina Zerbe (* 12. September 1980 in Siegen) ist eine ehemalige deutsche Fußballspielerin.

## Karriere

### Vereine
Zerbe begann in Bad Berleburg beim Stadtteilverein TSV Aue-Wingeshausen mit dem Fußballspielen, und setzte die fußballerische Ausbildung beim Erndtebrücker Stadtteilverein Sportfreunde Birkelbach fort. Von 1999 bis 2001 gehörte sie dem Bundesligisten Sportfreunde Siegen an, für die sie in 33 Punktspielen zum Einsatz kam und drei Tore erzielte. Ihr Bundesligadebüt gab sie am 29. August 1999 (1. Spieltag) beim 1:1-Unentschieden im Heimspiel gegen den WSV Wendschott. Ihr erstes Tor im Seniorinnenbereich erzielte sie am 12. September 1999 (3. Spieltag) beim 5:2-Sieg im Heimspiel gegen den TuS Niederkirchen mit dem Treffer zum 4:0 in der 60. Minute.
In der Saison 2001/02 bestritt sie 21 Punktspiele für den Ligakonkurrenten FFC Brauweiler Pulheim, bevor sie zur Folgesaison zum 1. FFC Frankfurt wechselte. In ihrer sieben Jahre währenden Vereinszugehörigkeit – in der Saison 2007/08 gehörte sie ausschließlich und zeitgleich von 2008 bis 2010 sporadisch der Zweiten Mannschaft an – gewann sie sechs Titel, darunter den UEFA Women’s Cup.
Die letzten drei Saisons ihrer Spielerkarriere war sie für die SG Bornheim Grün-Weiss in der Hessenliga aktiv.

### Nationalmannschaft
Zerbe bestritt in vier aufeinander folgenden Spieljahren insgesamt zwölf Länderspiele für die A-Nationalmannschaft. Sie debütierte am 16. März 2000 in Arnheim bei der 0:2-Niederlage im Freundschaftsspiel gegen die Nationalmannschaft der Niederlande mit Einwechslung für Martina Voss zur zweiten Halbzeit. Im Jahr 2003 hatte sie mit acht Einsätzen für den DFB die meisten.
Zudem bestritt sie vom 15. Juli 2002 bis zum 29. Juli 2004 sechs Länderspiele für die U21-Nationalmannschaft.

## Erfolge
- Deutscher Meister 2003, 2005, 2007
- DFB-Pokal-Sieger 2003, 2007
- UEFA-Women’s-Cup-Sieger 2006

## Sonstiges
Nach dem Ende ihrer Spielerkarriere hat Zerbe ein Grundschullehramtsstudium für Sport, Deutsch und Religion abgeschlossen.